# シビックセンター駅 (ロサンゼルス)
シビックセンター駅（Civic Center）は、アメリカ合衆国カリフォルニア州ロサンゼルス郡にあるロサンゼルス郡都市圏交通局ロサンゼルス郡都市圏交通局B線、ロサンゼルス郡都市圏交通局D線の駅である。

## 利用可能な鉄道路線
ロサンゼルス郡都市圏交通局
■B線
■D線

## 駅構造
島式ホーム1面2線で、B線・D線で共有している。

## 駅周辺
- ロサンゼルス市庁舎
- リトルトーキョー
- カワダホテル
- ロサンゼルス現代美術館(MOCA)
- 天使のマリア大聖堂
- ウォルト・ディズニー・コンサートホール

## 歴史
- 1993年1月30日 - B線、D線開業

## 隣の駅
ロサンゼルス郡都市圏交通局
■B線、■D線
パーシングスクエア駅 - シビックセンター駅 - ユニオン駅